# Galante (Campina Grande)
Galante é um dos 6 distritos de Campina Grande, na Paraíba. Se localiza no extremo leste do município.
Situa-se no planalto da Borborema, em uma região de superfície de ondulações suaves e médias, com altitudes em torno de 605 metros.

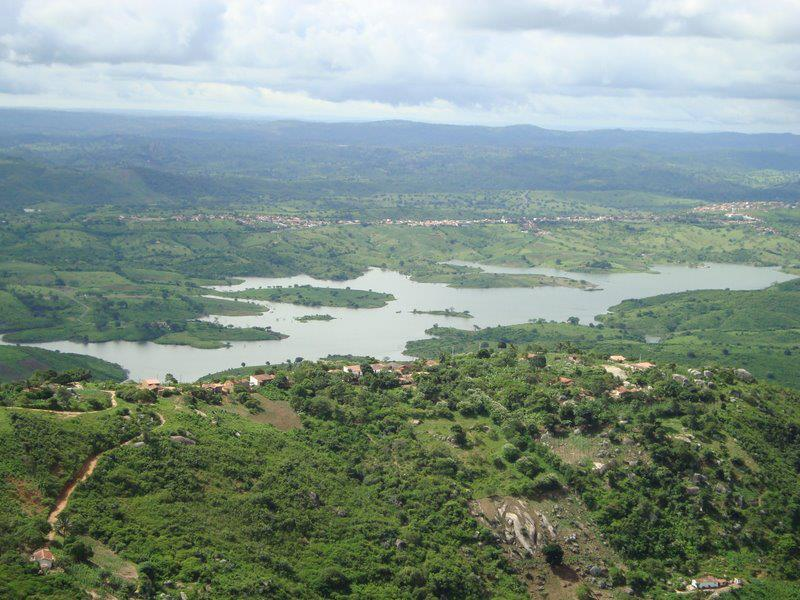
Açude José Rodrigues em Galante, com o Distrito ao fundo

## Clima
O clima é equatorial semiárido, com temperatura média de 22°C e umidade variando entre 75% e 83% durante o dia. Os meses mais quentes são de outubro a março e as maiores pluviosidades ocorrem no período de abril a agosto.

## Geografia
A vegetação já foi de floresta, porém é hoje dominada pela agricultura e o capim. Galante limita-se ao Sul com a Serra de Fagundes, ao Norte com a fazenda Tatu de Baixo, ao Leste com o Surrão e a Oeste com a propriedade Tatu de Cima.
Galante, situada no sopé da Serra do Bodopitá e com uma paisagem que encanta pelo bucolismo. O lugar recebe seus maior público durante o Maior São João do Mundo, quando é operacionado o Trem do Forró, famosa travessia de trem pelas serras do agreste rumo ao distrito.

## Turismo
O açude José Rodrigues, o Restaurante Casa de Chico (onde se encontram passeio ecológico, passeio de caiaque e pedalinhos no açude, Passeio de Cavalo e Carroça, entre outras atrações) e muita comida regional.
Nas festividades do Maior São João do Mundo Galante recebe o Expresso Forrozeiro, trata-se de um trem com 800 passageiros que parte da estação velha em Campina Grande em direção ao distrito, o trajeto até o distrito dura em média duas horas e é animado por diversos trios de forró. Em Galante, os turistas são recebidos por quadrilhas juninas e durante a festa, pode-se encontrar diversos restaurantes de comidas típicas, ilhas de forró e diversas atrações locais e regionais no Mercado Público e no Palco Principal da festa.

## Transporte

### Rodoviário
Galante se situa a 18 km do centro de Campina Grande e para se locomover até o distrito pode-se usar o sistema integrado de Campina Grande através do ônibus número 955 da empresa Transnacional de transporte com frequência entre as viagens de meia hora ou através de transporte alternativo que parte da feira central de Campina Grande.

### Ferroviário
Galante conta com uma estação de trem que foi inaugurada em 1907, mas com o tempo, a linha de transporte de passageiros foi desativada e atualmente o transporte ferroviário naquele distrito é exclusivo para o transporte de cargas. Com exceção do Expresso Forrozeiro durante O Maior São João do Mundo.